# Хвост поезда

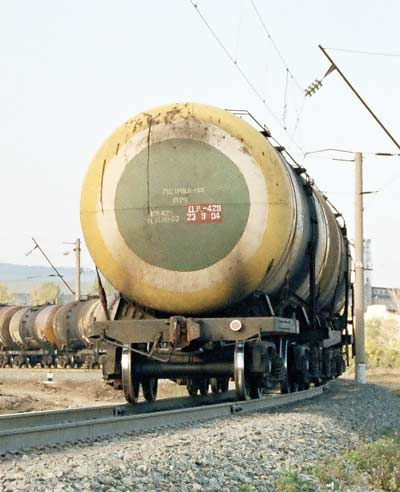
Хвостовой вагон грузового поезда

Хвост поезда (хвостовой вагон) — вагон, находящийся в хвосте поезда (последним в составе). Зачастую он может иметь конструктивные особенности, связанные с нахождением в хвосте.

## Виды хвостовых вагонов

### Вагон с кабиной управления
Как правило, моторвагонные поезда имеют вагоны с кабиной управления в обоих концах состава, чтобы не требовать разворота поезда на конечных станциях. Некоторые поезда с локомотивной тягой (как правило, пригородные или региональные) также имеют вагон с кабиной управления на противоположном от локомотива конце состава и могут работать в режиме «тянитолкая» (англ. push-pull), следуя вагонами вперёд — это позволяет избавиться от необходимости обгона локомотива.

### Вагон с обзорной площадкой
Некоторые пассажирские поезда (например, ранее в США — высококлассные фирменные, а сейчас — обычно туристические) имеют в хвосте вагон для отдыха и развлечения пассажиров — салон или обзорный вагон. Такой вагон в задней части часто имеет обзорную площадку, позволяющую наблюдать живописные окрестности при движении поезда: от просто открытой площадки с ограждением до закрытого салона с развитым остеклением.

### Обтекаемый вагон

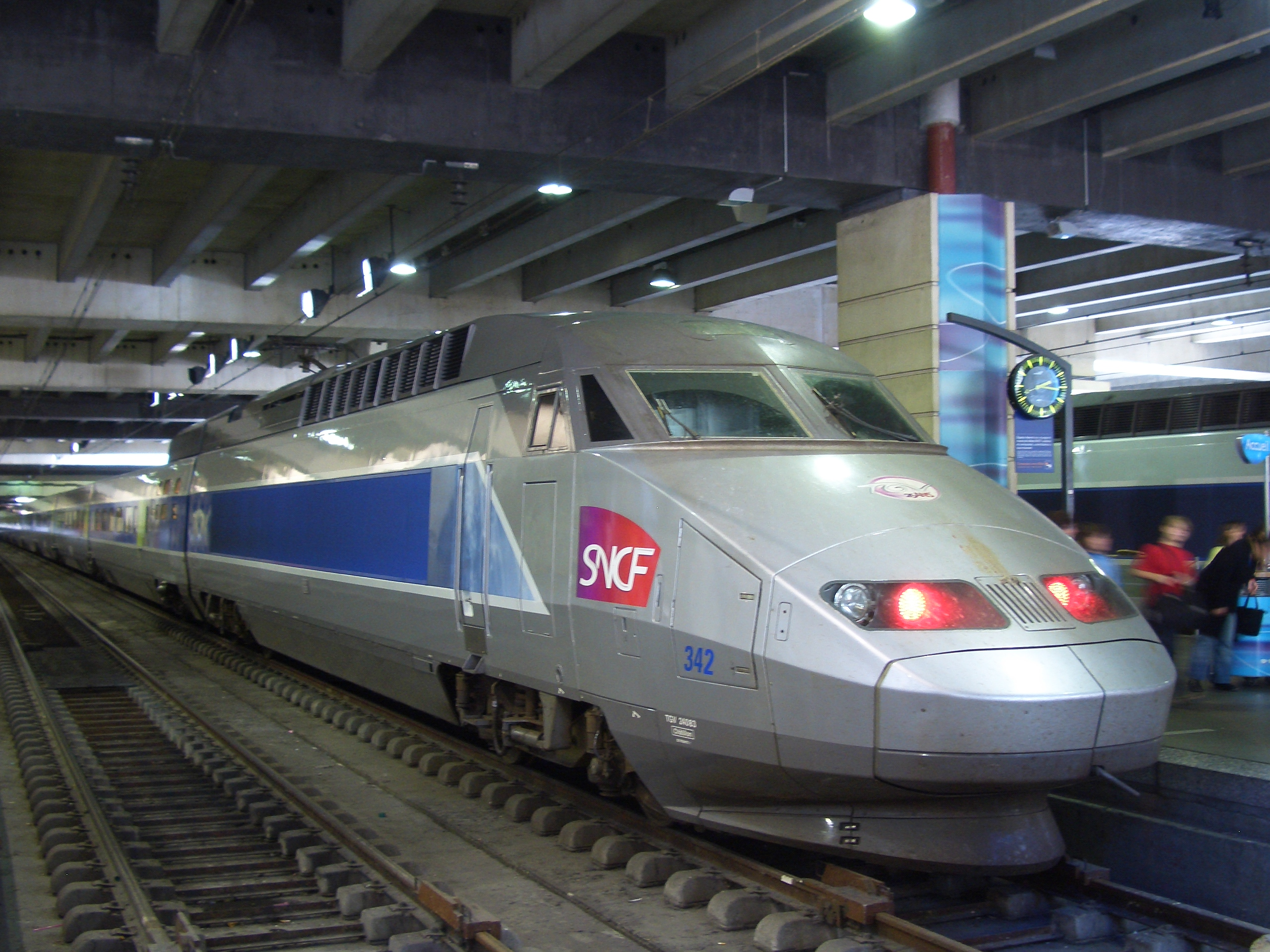
Хвост французского высокоскоростного поезда TGV-A

Скоростные пассажирские поезда могут иметь хвостовой вагон с задней частью обтекаемой формы (например, сужающейся к концу). Это позволяет снизить сопротивление воздуха при движении с высокой скоростью. Уникальные формы обтекаемой части вагона придают всему составу стремительный и даже футуристический вид, нередко служа «визитной карточкой» поезда и эксплуатирующей его железнодорожной компании.
Как правило, в обтекаемой части вагона размещается салон для отдыха пассажиров, буфет или ресторан.

### Тормозной вагон
В раннюю эпоху развития железных дорог, до появления автоматических тормозов, многие грузовые вагоны не имели тормозов вообще, поэтому для замедления и остановки поезда использовались тормоза локомотива и тормозных вагонов, расположенных в составе поезда и сопровождаемых работником поездной бригады, который управлял ручным тормозом по сигналам локомотива или тормозного кондуктора. В хвосте поезда обязательно ставился тормозной вагон. Он имел площадку, на которой находился тормозильщик. В дальнейшем хвостовой тормозной вагон превратился в бригадный вагон.

### Бригадный вагон
В прошлом во многих странах (например, в США — практически до конца 20-го века) в хвосте грузовых поездов ставился специальный бригадный вагон (англ. caboose), в котором находилась поездная бригада. Работники грузовой поездной бригады управляли ручными тормозами вагонов (до внедрения автотормозов), следили за состоянием поезда, участвовали в осуществлении манёвров, а также ограждали состав сигналами при вынужденной остановке поезда на перегоне.
С развитием средств безопасности и необходимостью сокращения расходов использование бригадных вагонов прекратилось, частично в пользу автоматических блоков хвостового вагона.

## Блок хвостового вагона
Блок хвостового вагона — это телемеханическое устройство, устанавливаемое на последний вагон в составе поезда (на сцепку или буферный брус) и подключаемое к тормозной магистрали поезда, которое позволяет контролировать давление воздуха в тормозной магистрали поезда, удалённо (с локомотива) управлять тормозами поезда, передаёт данные о местонахождении хвоста поезда (получаемые от GPS) и обозначает хвост поезда световым или светоотражающим сигналом.

## Хвостовые сигналы

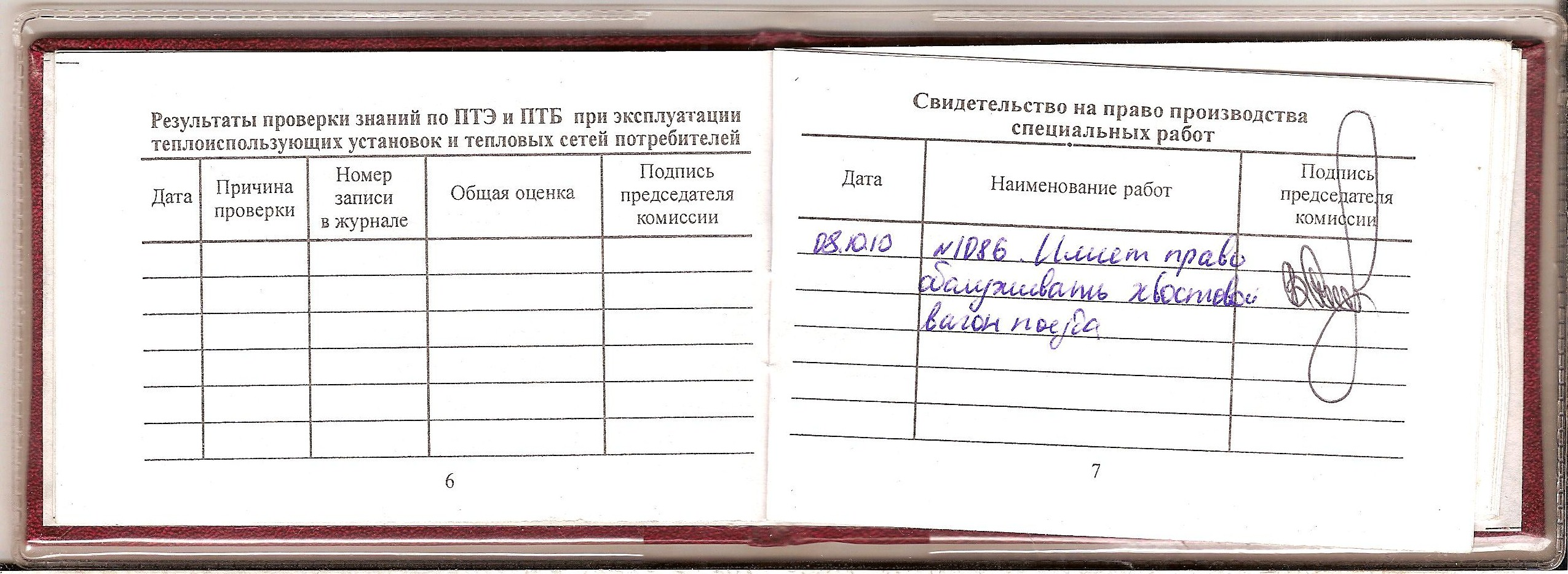
Удостоверение проводника БЧ с отметкой на право обслуживания хвостового вагона

Хвостовой вагон поезда обязательно должен быть тормозным, иметь стоп-кран. В целях безопасности движения и контроля целостности состава хвост поезда обозначается хвостовым сигналом. Хвостовой сигнал обычно состоит из одного или более красных огней или знаков (флагов, дисков, щитов), расположенных на заднем торце последнего вагона в составе.
На железных дорогах стран бывшего СССР приняты такие хвостовые сигналы:
- Хвост грузовых и грузопассажирских поездов обозначается одним красным диском со светоотражателем у буферного бруса с правой стороны;
- Хвост пассажирских и почтово-багажных поездов обозначается тремя красными огнями, а в случае прицепки в хвост грузового вагона — одним красным;
- Хвост локомотива, едущего в хвосте поезда, либо вовсе без вагонов, обозначается одним красным огнём с правой стороны;
- При маневровых передвижениях (в том числе и следование в депо), локомотив и моторвагонный подвижной состав обозначаются по одному буферному огню впереди и сзади, включённых со стороны основного пульта управления (на обычных магистральных локомотивах и моторвагонных поездах — левый буферный фонарь впереди и правый буферный фонарь сзади).

Для обслуживания хвостового вагона поезда проводники вагонов сдают специальный экзамен с отметкой в удостоверении по охране труда.
На практике съемные красные сигнальные диски для обозначения хвоста грузового поезда нередко теряются, поэтому на местных поездах-передачах в качестве импровизированного хвостового сигнала можно увидеть ветку с листьями, сорванную с ближайшего куста, либо меловую надпись «хв.» («хвост») на буферном брусе.